# 工业区街道 (丰镇市)
工业区街道，是中华人民共和国内蒙古自治区乌兰察布市丰镇市下辖的一个乡镇级行政单位。

## 行政区划
工业区街道下辖以下地区：
南园社区、新标北路社区、拖修路社区、东河沿社区、新标南路社区、石油路社区和电厂路社区。